# Казанская церковь (Дмитров)
Казанская церковь (Церковь Казанской иконы Божией Матери) — православный храм середины XVIII века, располагающийся ранее в селе Подлипичье, сейчас в городе Дмитрове Московской области. Входит в Дмитровское благочиние.

## История
Деревянная Богородичная церковь существовала в селе Подлипичье Повельского стана Дмитровского уезда, известном с XV—XVI веков. Храм был освящён, возможно, в честь Смоленской Одигитрии. Церковь была разрушена в ходе польско-литовского нашествия в XVII столетии.
В 1735 году начало строительства новой деревянной церкви Казанской иконы Божией Матери с холодным приделом в честь преподобного Георгия Хозевита. 
В 1753 году местным помещиком П. П. Хитрово была построена и освящена новая каменная церковь. В 1778—1779 годах пристроил к храму ещё один тёплый придел во имя иконы Божией Матери Скорбященской, и обнесли в 1779 году церковь и кладбище оградой.
В 1779 году  на месте престола бывшей деревянной церкви была поставлена Часовня.
Ближайшие деревни Бирлово и Ярово являлись приходскими для Казанской церкви в Подлипичье. 
В 1890-е годы Лямины отдали принадлежащую им подлипецкую усадьбу (сейчас это Дмитровский детский дом-интернат для детей с физическими недостатками) под богадельню для рабочих Покровской мануфактуры. Служащие Казанской церкви посещали престарелых в богадельне и совершали для них необходимые требы.
Храм не закрывался даже в период революционного богоборчества и избежал постсоветского запустения.
в 1923 году приходской совет Казанской православной общины в Подлипичье зарегистрировали в Дмитровском исполкоме. Общине было возвращено здания церкви, сторожку и сарай. В 1920-е годы настоятелем церкви был священник Феодор Георгиевич Купленский.

## Архитектура

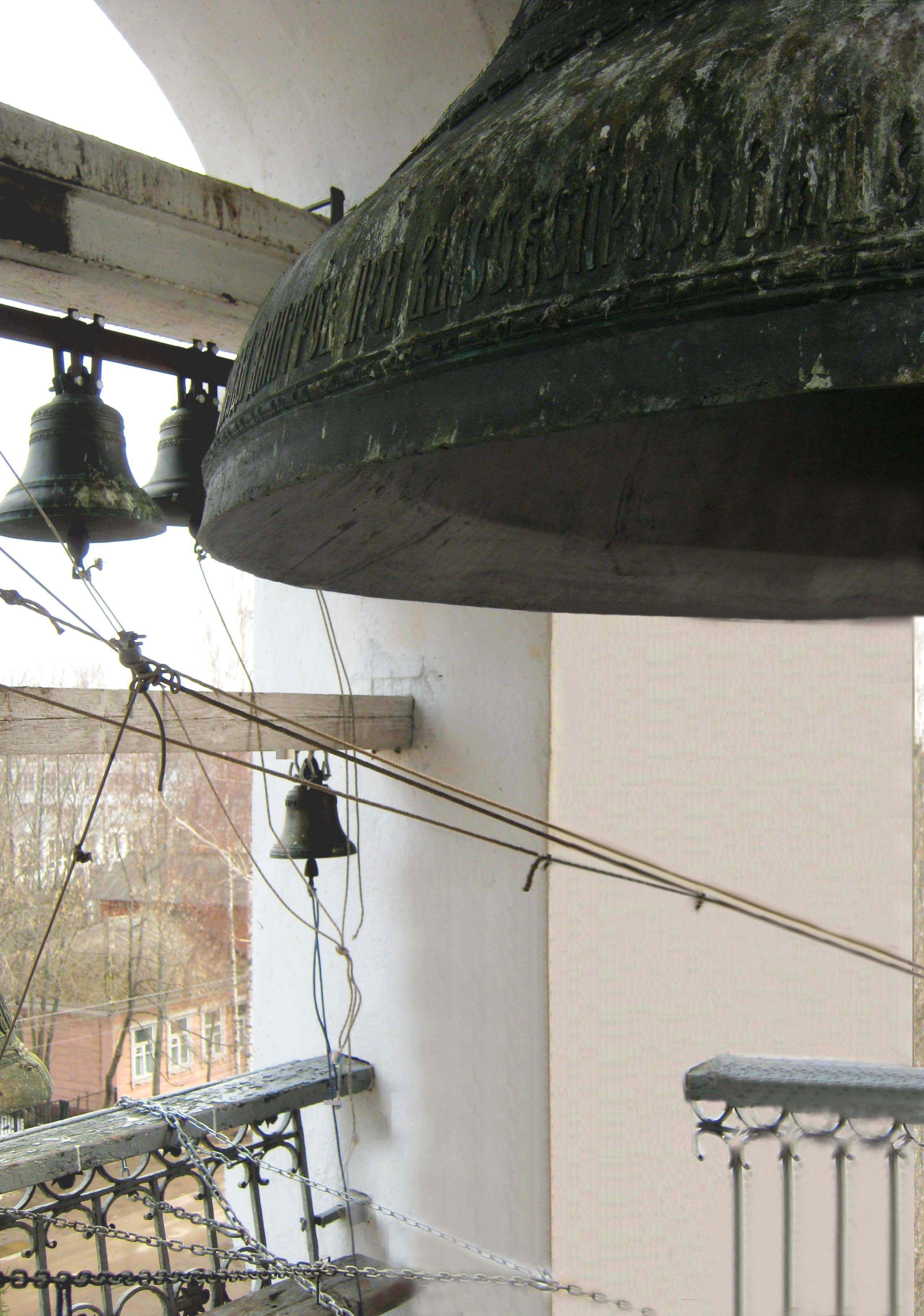
Звонница Казанской церкви

Основное здание представляет собой четверик, на котором расположен восьмерик с окнами, соединённый апсидой, на которой расположена небольшая главка.
Основное здание соединено трапезной с невысокой трехъярусной колокольней, на которой также небольшая главка. Скорбященский придел асимметрично выделяется по левой стороне от центрального входа.  
В 1884—1886 годах на средства Ивана Лямина расширили Скорбященский придел Казанского храма по проекту московского зодчего Павла Самарина. Торжественное освящение обновленного придела совершили 28 сентября 1886 года.
На средства вдовы Е. С. Ляминой в 1898 году по благословению Владимира, митрополита Московского и Коломенского, обновили и переименовали придел Георгия Хозевита в Усекновения главы Иоанна Крестителя — в память Ивана Лямина.
Церковь является типичным образцом барокко. Внутреннее убранство практически полностью сохранилось.

## Святыни
- храмовая Казанская икона Божией Матери
- копия чудотворного Креста Господня из дмитровского Успенского собора

## Настоятели
- священник Ф. Г. Купленский (1920-е годы)
- протоиерей Владимир Алексеевич Попков